# 北岡義実
北岡 義実（きたおか よしみ、1960年（昭和35年）3月2日 - ）は、日本のプロボウラー。永久A級ライセンス保持者。神奈川県出身。以前は株式会社スポルト所属だったが現在はフリー。用品契約はABSアメリカンボウリングサービスからソシオジャパンに変わっている。

## 人物データ
- 生年月日：1960年3月2日
- 出身地：神奈川県
- 身長：178cm
- 体重：70kg
- 活動エリア：神奈川・東支部
- 利き腕：右投げ
- プロ入り：1981年・20期・ライセンス№476
- 通算アベレージ：212,29
- 公認パーフェクト：11回
- 800シリーズ：2回
- 7－10スプリットメイド：1回
- 通算3勝のほかシーズントライアル2勝

## 出演
- ボウリング革命 P★League（BS日テレ）解説 - 第42戦まで

## リンク
- JPBA日本プロボウリング協会選手データ北岡義実

| スタブアイコン | サブスタブ | この項目は、まだ閲覧者の調べものの参照としては役立たない、スポーツ関係者に関連した書きかけの項目です。この項目を加筆・訂正などしてくださる協力者を求めています（P:スポーツ/PJ:スポーツ人物伝）。 |